# Gary (Virginia Occidentale)
Gary è una città situata lungo il fiume Tug Fork nella contea di McDowell, Virginia Occidentale, Stati Uniti. Secondo il censimento del 2010, la città aveva una popolazione di 968 abitanti.

## Storia
La città è intitolata ad Elbert H. Gary, uno dei fondatori della U.S. Steel. Le ex città minerarie di Elbert, Filbert, Thorpe e Wilcoe divennero parte di Gary al momento della sua incorporazione nel 1971.

## Geografia fisica
Secondo lo United States Census Bureau, ha un'area totale di 0,87 mi² (2,25 km²).

## Società

### Evoluzione demografica
Secondo il censimento del 2010, la popolazione era di 968 abitanti.

### Etnie e minoranze straniere
Secondo il censimento del 2010, la composizione etnica della città era formata dal 70,8% di bianchi, il 27,7% di afroamericani, lo 0,1% di nativi americani, lo 0,2% di asiatici, lo 0,0% di oceanici, lo 0,2% di altre razze, e l'1,0% di due o più etnie. Ispanici o latinos di qualunque razza erano lo 0,6% della popolazione.